# Académie royale d'architecture
Ne doit pas être confondu avec Académie d'architecture.
L’Académie royale d’architecture française est créée le 30 décembre 1671 par Louis XIV, roi de France.
Inspirée par Jean-Baptiste Colbert, son premier directeur est l’architecte et théoricien François Blondel (1618-1686), architecte de la ville de Paris.
Établie d’abord au Palais-Royal puis au Louvre à partir de 1692, elle comporte une école d’architecture.

## Histoire
L'Académie royale d'architecture a été fondée à la fin de 1671 par Louis XIV à l'initiative de Jean-Baptiste Colbert. Elle a tenu sa première séance le 31 décembre 1671, en présence de Colbert. Pour Colbert, la création de l'Académie est nécessaire pour freiner les phénomènes de détournements de fonds et d'abus de biens sociaux en cours dans tous les grands chantiers royaux. À sa création, Colbert nomme 6 membres, plus un professeur-directeur et un secrétaire. Tous les membres reçoivent le titre d'architecte du roi en 1676.
L'Académie royale d'architecture n'a pas joué le même rôle que l'Académie royale de peinture et de sculpture. Elle n'intervient pas dans la désignation des jeunes architectes qui vont se perfectionner à Rome.
À la veille de sa mort, Colbert défini ainsi le programme de l'académie :
« Estan à propos qu'il paroisse quelque chose au public de ce qui se fait icy, et qu'elle soit digne du nom qu'elle porte d'Académie royale d'architecture, il falloit se résoudre à traiter ce qu'il y a de plus particulier dans chacune des parties de l'architecture, qui sont la salubrité, la solidité, la commodité et la beauté des bastimens, et comme celle qui regarde la solidité peut être traitée la première, il (le surintendant) a convié chacun de MM. les architectes du Roi en particulier de penser sérieusement à cette matière et, commençant par la nature des terrains, rapporter au premier jour de ce qu'ils pourront avoir observé sur les différences de terrains, tant à Paris qu'aux environs, et qu'elles sont les précautions qu'ils croiroient devoir estre nécessairement apportées pour construire solidement quelques bastimens que ce puisse estre ».
L'académie se réunit une fois par semaine, discute des points techniques qui lui sont soumis, donne son avis sur des édifices quand il lui est demandé, fait la lecture des écrivains qui font autorité en architecture, les commente et les discute : Vitruve, Palladio Philibert Delorme, Vincenzo Scamozzi, Alberti, Serlio. Dès ses premières séances elle a cherché à savoir s'il y avait des lois fixes pour le beau et traita du « Bon Goust » en architecture.
Pendant quarante-six ans, le roi donne des brevets à ceux qu’il juge dignes d’entrer dans cette compagnie, dont son premier architecte était le directeur.
Le 4 mai 1699, le Surintendant des Bâtiments Jules Hardouin-Mansart réunit l'Académie pour faire part de la décision du roi de rétablir l'académie dans son premier état, à savoir :
- sept architectes : Robert de Cotte, Pierre Bullet, Pierre Delisle-Mansart, Jacques Gabriel, Thomas Gobert, Pierre Lambert, Pierre Le Maistre, avec Philippe de La Hire, professeur, et Jean-François Félibien, secrétaire.

mais en créant une seconde classe de dix architectes :
- Pierre Cailleteau dit « Lassurance », Nicolas II Delespine, Mathieu, Antoine Desgodets, Le Maistre le jeune, Jean-Baptiste Bullet de Chamblain, François Bruand, Cochery, Armand Claude Mollet, Pierre Gittard fils.

En 1717, le duc d’Antin, surintendant des bâtiments royaux, fait confirmer l’Académie d’architecture par lettres patentes, avec des statuts et un règlement qui lui confère le droit de recruter par élection.
Le nombre des académiciens passe de 8 à 24, avec deux classes, la première composée de dix architectes, d’un professeur et d’un secrétaire, et la deuxième de douze architectes. En 1728, la seconde classe est augmentée de huit membres ; en 1756, elle en perd quatre qui passent dans la première.
L’Académie est supprimée par le roi le 2 octobre 1767, pour avoir protesté contre la nomination illégale de Charles de Wailly directement dans la première classe, sans avoir fait partie de la seconde, contrairement aux statuts de l'académie. Mais elle est rétablie peu après,.
Réorganisée par de nouvelles lettres patentes en 1775, elle est alors composée :
- de 32 architectes, divisés en deux classes, dont la première a un directeur, un professeur d’architecture et un professeur de mathématiques ;
- de 10 membres honoraires, associés libres ;
- de 12 correspondants ou associés étrangers. Le surintendant des bâtiments continue, comme par le passé, de nommer le secrétaire perpétuel.

L'Académie est supprimée le 8 août 1793 sur proposition de l’abbé Grégoire et de Jacques-Louis David, cette académie est reconstituée au sein de l’Institut de France créé en 1795, l’architecture constituant l’une des sections de la classe de littérature et des beaux arts. Elle est ensuite réorganisée sous sa forme actuelle en 1816, dans l’Académie des beaux-arts de l’Institut de France.
Le secrétariat des Beaux-Arts conserve les onze registres des procés-verbaux des séances de l'Académie royale d'architecture. Ceux-ci sont publiés en 1908 par la société de l'histoire de l'art français.

## Les membres de l’Académie
Les membres primitifs de l’Académie royale d’architecture sont François Blondel, François Le Vau, Libéral Bruant, Daniel Gittard, Antoine Lepautre, Pierre II Mignard, François II d’Orbay et André Félibien

### Les directeurs
- 1672-1686 : François Blondel
- 1687-1736 : Robert de Cotte
- 1736-1743 : Jacques V Gabriel
- 1743-1782 : Ange-Jacques Gabriel
- 1783-1793 : Richard Mique

### Les secrétaires généraux
- 1671-1695 : André Félibien, sieur des Avaux ;
- 1702-1717 : Abbé Jean Prévost[8], sous-secrétaire de l'Académie ;
- 1718-1733 : Jean-François Félibien, sieur des Avaux ;
- 1733-1768 : Charles Étienne Louis Camus ;
- 1768-1793 : Michel-Jean Sedaine.

### Les professeurs
- 1672-1686 : François Blondel[9] ;
- 1687-1718 : Philippe de La Hire ;
- 1718-1719 : Gabriel-Philippe de La Hire ;
- 1720-1728 : Antoine Desgodets ;
- 1728-1730 : François Bruand[10] ;
- 1730 : Jean-Baptiste Leroux ;
- 1730-1739 : Jean Courtonne ;
- 1730-1768 : Charles Étienne Louis Camus, professeur de géométrie ;
- 1739-1748 : Denis Jossenay ;
- 1748-1763 : Louis-Adam Loriot, professeur d'architecture ;
- 1762-1774 : Jacques-François Blondel ;
- 1768-1793 : Antoine-René Mauduit, professeur de géométrie[11] ;
- 1774-1793 : Julien-David Le Roy[12] ;
- 1777-1793 : Charles Bossut, professeur d'hydrodynamique[13] ;
- 1792-1793 : Rieux, professeur de stéréotomie[14].

## École de l’Académie royale d’architecture
En 1694, L’Académie royale d’architecture décide d’organiser un enseignement sous la forme de leçons, programmes et de concours accordés tous les mois. Des prix et des médailles sont décernés à partir de 1701. En 1720, un grand prix de l’Académie est accordé chaque année ; c'est l’ancêtre de ce qui va devenir le prix de Rome. Le lauréat se voit octroyer une bourse pour un séjour à l’Académie de France à Rome. Des professeurs sont institués en plus des académiciens.
L’école de l’Académie se voit concurrencée à partir des années 1740 par les cours particuliers qu’organisent certains architectes chez eux. C’est le cas de Jean-Laurent Legeay ou encore de Jacques-François Blondel qui, en créant une école indépendante, l’École des arts, parvient à monopoliser avec ses élèves la plupart des grands prix de l’Académie.
À la Révolution, la Convention nationale décide de confier l’enseignement de l’architecture à l’École polytechnique, avec comme professeur Jean-Nicolas-Louis Durand. L’enseignement est ensuite progressivement reconstitué au sein de la nouvelle école des beaux-arts.

## Bibliothèque
L'Académie royale d'Architecture était également dotée d'une bibliothèque, mise sous scellés en 1793.